# Tierpark (metrostation)
Tierpark is een station van de metro van Berlijn, gelegen bij de ingang van het Tierpark Berlin in het stadsdeel Berlin-Friedrichsfelde. Het kwam in gebruik op 25 juni 1973, toen de Oost-Berlijnse lijn E met één station werd verlengd vanaf het eerdere eindpunt Friedrichsfelde, en is het enige ondergrondse metrostation dat in de DDR werd gebouwd. Station Tierpark, nu onderdeel van lijn U5, was het oostelijke eindpunt van de lijn totdat deze in juli 1988 werd doorgetrokken naar Elsterwerdaer Platz.
Plannen voor verlenging van lijn E ontstonden al kort na de opening in 1930. Aanvankelijk wilde men de lijn in zuidelijke richting doortrekken naar Oberschönweide via Karlshorst, een villawijk waar zich na de Tweede Wereldoorlog het Sovjet-Russische militaire bestuur had gevestigd. Vanwege de grote vraag naar nieuwe woningen kreeg de woningbouw echter prioriteit over metroprojecten. Een van de eerste stadsuitbreidingsgebieden werd de omgeving van het Tierpark, waar 9000 woningen aan 25.000 mensen onderdak moesten gaan bieden. Ter ontsluiting van de nieuwe woonwijk werd besloten metrolijn E met één station te verlengen. Het nieuwe station Tierpark diende naast de inwoners van het gebied ook de 2,5 miljoen mensen die het park jaarlijks bezochten, wat het project extra lonend maakte. De aanleg van het eerste metroproject in de DDR begon in 1969. Men kon gebruikmaken van een al in 1930 gebouwde tunnelaansluiting bij de verbinding naar de bovengrondse metrowerkplaats Friedrichsfelde, gelegen ten zuiden van het toenmalige eindpunt. Na een bouwtijd van ongeveer vier jaar kwam het 1,2 kilometer lange traject op 25 juni 1973 in dienst.
Het nieuwe station kreeg een ontwerp dat enigszins in overeenstemming was gebracht met de oudere stations op de lijn, ontworpen door Alfred Grenander. Ook de Russische invloed – in de bevriende Sovjet-Unie had men al veel ervaring met metrobouw en was een eigen standaard ontwikkeld – is echter zichtbaar. Station Tierpark heeft een breed eilandperron met twee rijen vierkante zuilen en een hoog dak. Hiermee weerspiegelt het metrostation het in de Sovjet-Unie veel toegepaste "zuilentype". De betegeling is uitgevoerd in de kleuren turquoise (zuilen) en crème (wanden). Een opvallend element is de dominerende toezichtsruimte, die een kleine drie meter boven het midden van het perron hangt.
De ontwikkeling van Hellersdorf, een enorm nieuwbouwgebied aan de oostrand van Berlijn, maakte aan het eind van de jaren 1980 een nieuwe metroverbinding noodzakelijk. De zuidelijke verlenging van lijn E, in het kader waarvan station Tierpark was gebouwd, werd geschrapt; de metrolijn zou naar het oosten doorgetrokken moeten worden. Hiertoe legde men ten zuiden van het station een kort tunneltraject aan, dat na een scherpe bocht in oostelijke richting aansluit op het bovengrondse tracé richting Biesdorf-Süd. De afstand tot dit station bedraagt ruim 1850 meter – de grootste afstand tussen twee stations in het Berlijnse metronet.